# Antoni Wojciechowski
Antoni Wojciechowski (ur. 6 czerwca 1905, zm. 19 stycznia 1938) – poznański szachista, z zawodu urzędnik skarbowy.

## Życiorys
W latach międzywojennych należał do ścisłej czołówki poznańskich szachistów. Debiutował w 1926 r., dzieląc II-III m. w mistrzostwach Poznania. W tym samym roku zdobył mistrzostwo Poznańskiego Klubu Szachistów. Mistrzem Poznania został w 1928 r., a w latach 1929 i 1932 zdobywał tytuły wicemistrzowskie. Był mistrzem Wielkopolski oraz Pomorza (w czasach, gdy mieszkał w Inowrocławiu). Dwukrotnie (1929 Królewska Huta, 1934 Katowice) wystąpił w reprezentacji Poznania na drużynowych mistrzostwach Polski, w drugim przypadku osiągając najlepszy indywidualny wynik na I szachownicy. Był również dwukrotnym uczestnikiem finałów indywidualnych mistrzostw Polski, w 1935 r. w Warszawie zajął XVI, a w 1937 r. w Juracie – XI miejsce. W 1936 r. reprezentował Polskę na nieoficjalnej szachowej olimpiadzie w Monachium, gdzie na VIII szachownicy uzyskał 9½ pkt w 14 i w znacznym stopniu przyczynił się do zajęcia przez polski zespół II miejsca. W tym okresie należał już do grona najsilniejszych polskich mistrzów, na swoim koncie miał zwycięstwa nad Dawidem Przepiórką, Rudolfem Spielmannem i Mieczysławem Najdorfem oraz remis z Akibą Rubinsteinem.
Ostatnie lata życia spędził w Warszawie, czynnie uczestnicząc w stołecznym życiu szachowym. W 1936 r. zwyciężył w klubowym turnieju Warszawskiego Towarzystwa Zwolenników Gry Szachowej.
Był człowiekiem o słabym zdrowiu. Zmarł w wieku 33 lat na zapalenie płuc.